# Théâtre national ambulant
 (janvier 2012).
Si vous disposez d'ouvrages ou d'articles de référence ou si vous connaissez des sites web de qualité traitant du thème abordé ici, merci de compléter l'article en donnant les références utiles à sa vérifiabilité et en les liant à la section « Notes et références ».
Le Théâtre national ambulant est une initiative de décentralisation théâtrale menée par le comédien et metteur en scène Firmin Gémier en 1911-1912.
Le problème majeur du théâtre ambulant était le transport d'une salle de 1 650 places. La première année, la compagnie construisit des locomotives, mais cette solution se révéla inadaptée et fut abandonnée. Firmin Gémier, ne recevant aucune subvention, fut contraint d'abandonner après deux saisons. 
L'expérience inspira en 1959 la création par Jean Danet des Tréteaux de France, dont le directeur actuel est Robin Renucci.

## Le Théâtre national ambulant en 1911

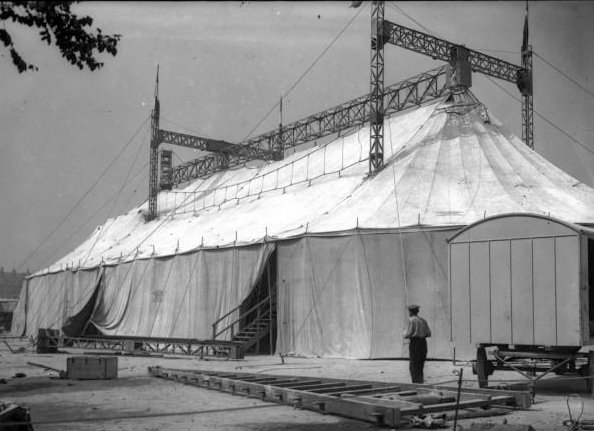
Le chapiteau
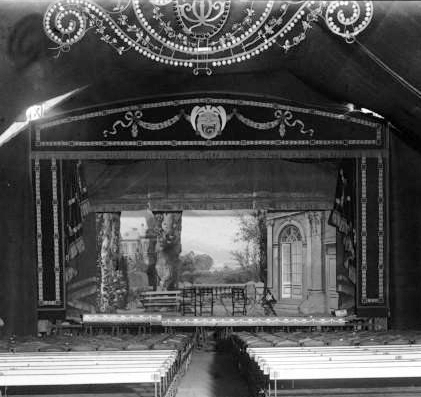
La scène
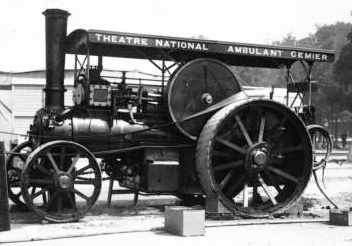
Une locomotive